# ماندم عليك (ألبوم)
ماندم عليك هو ألبوم للفنانة نوال الزغبي، أصدر في عام 1998 وأنتج في شركة ريلاكس-إن العالمية، وتم إصدار الألبوم بعد سنة من إصدارها ألبوم حبيت ياليل

## مسار الأغاني
| # | العنوان      | الملحن           | المؤلف       | Lyricist |
| - | ------------ | ---------------- | ------------ | -------- |
| 1 | ماندم عليك   | جورج مارديروسيان | طارق عاكف    |          |
| 2 | العين بالعين | وليد رزيقا       | طارق عاكف    |          |
| 3 | لا ملامه     | صلاح الشرنوبي    | طارق عاكف    |          |
| 4 | دق المهباج   | سمير سفير        | روجيه خوري   |          |
| 5 | ما بتعب دخلك | إلياس رحباني     | إلياس رحباني |          |
| 6 | على بالي     | زياد بوتروس      | زياد بوتروس  |          |
| 7 | قلبي دق      | بودي ناعوم       | بودي ناعوم   |          |
| 8 | لو عايز تبود | صلاح الشرنوبي    | طارق عاكف    |          |

## فيديو كليب
- ماندم عليك

فيديو ماندم عليك تظهر فيه نوال الزغبي وهي تهرب من رجال المافيا
- على بالي

الفيديو كليب لأغنية على بالي تظهر نوال وهي تطير إلى دول مختلفة وهي على سريرها وتشاهد أشياء مثل برج إيفل
- قلبي دق

نوال كانت حامل بإبنتها «تيا» في فيديو كليب قلبي دق لذلك هي لم تتحرك على الإطلاق في الفيديو، الفيديو كليب كان عبارة عن حفلة في الأدغال على الطريقة الإسبانية